# Андон Николов
Андон Николов (15 червня 1951) — болгарський важкоатлет.
Олімпійський чемпіон 1972 року в категорії 90 кг.